# Annathal
Annathal, lidově též Howareit nebo Haberreit, je místní částí statutární obce Mauth v zemském okrese Freyung-Grafenau. Nachází se v Bavorském lese v nadmořské výšce téměř 800 m. Ves je obklopena lesy.

## Historie
Historie obce sahá až k myslivně, jejíž  historie sahá až do roku 1724. Muž, který tam žil, prý věděl, jak pěstovat dobrý oves („Howa“), takže si od něj přišli všichni farmáři z okolí pro semena. Hovorový místní název Howareit je odvozen od „reuten“ pro mýtinu. Okolní stromy byly vykáceny a spáleny. Na výsledných plochách se pěstoval „Howa“ (oves). Popel získaný z likvidace ohně byl použit při výrobě skla v nedaleké sklárně.